# Кривошеєв Марк Йосипович
Марк Йосипович Кривошеєв (30 липня 1922 — 16 жовтня 2018) — російський вчений, спеціаліст в галузі телебачення. Доктор технічних наук, професор, академік Міжнародної академії зв'язку, лауреат Державних премій СРСР та Російської Федерації. Головний науковий співробітник Науково-дослідного інституту радіо. Протягом 1970–2000 років, бувши головою 11-ї Дослідницької комісії (ТБ-мовлення) Сектора радіозв'язку МСЕ-Р, займався міжнародною стандартизацією й розвитком ТБ систем. Почесний голова та член Управляючого комітету 6-ї ДК (Мовлення). Почесний член Інституту інженерів електротехніки та електроніки (США), член Інституту інженерів телебачення Японії, Спілки телебачення Німеччини, Академії телебачення високої чіткості (США) та низки інших організацій. Має понад 90 винаходів і закордонних патентів, зокрема розробив пристрій, який дозволяв уперше отримати телевізійне зображення нового стандарту 625 рядків

## Біографія
Народився 30 липня 1922 року в Полтаві. Закінчив полтавську школу № 10. У 1946 р. закінчив Московський інститут інженерів зв'язку (МІІЗ). Працював у лабораторії О. О. Расплетіна, відомого вченого в галузі телебачення та радіолокації. Там Марк Кривошеєв розробив оригінальний блок розгортки, за допомогою якого було отримано растр та найякісніше для тих часів телевізійне зображення у стандарті 625 рядків. А 3 вересня 1948 року М. Й. Кривошеєв, працюючи на Московському телецентрі, вперше вивів у ефір ТБ-програму у стандарті 625 рядків. У тому ж році він почав брати участь у міжнародній діяльності в галузі стандартизації та планування ТБ-мовлення у світовому масштабі.
Очолюючи відділ телебачення, УКХ-ЧМ мовлення та радіорелейних ліній при Головному управлінні Міністерства зв'язку, М. Кривошеєв займався розробкою стратегії та впровадженням в країні комплексу засобів та мережі ТБ-мовлення. За його безпосередньої участі кількість телецентрів та ТБ-станцій зросла з одного (Московський телецентр) до сотні.
Протягом 1954—1970 років обирався членом та віце-головою бюро ТБ групи вивчення ОІРТ. У 1957 році Кривошеєв підготував перші проекти Постанови Ради Міністрів СРСР щодо будування нового Московського телецентру з вежею для антен заввишки 500 метрів, а також проект технічного завдання ГСПІ Міністерства зв'язку СРСР на проектування цього комплексу. Постанову Ради Міністрів було прийнято 1 березня 1958 року.
У 1959 році Марк Кривошеєв здобув ступінь кандидата технічних наук, а 1966 року — звання професора.
Керував розробкою телекомплексу для супутникового зв'язку системи «Блискавка».
Протягом 1970—2000 років — голова 11-ї Дослідницької комісії (ТБ-мовлення) Сектора радіозв'язку МСЕ-Р. З 2000 року — Почесний голова і член Управляючого комітету 6-ї Дослідницької комісії МСЕ-Р з мовлення.

## Наукова діяльність
Ім'я професора Марка Кривошеєва пов'язане з численними досягненнями в розвитку телебачення. Він є автором глобального підходу до нових ТБ-систем та служб, він уперше запропонував та розробив методологію створення понад 150 світових стандартів для телецентрів, наземних та супутникових систем ТБ-мовлення та зв'язку, створивши фундамент для впровадження основних технічних засобів цифрового ТБ-мовлення.
М. Кривошеєв є автором та співавтором понад 90 винаходів та закордонних патентів, ним написано понад 350 друкованих робіт та низка книжок, які неодноразово перевидавалися в Китаї, Польщі, Чехословаччині. Розроблені ним стандарти багатопрограмного цифрового ТБ-мовлення, телебачення високої чіткості, електронної кінематографії, багатоцільових інтерактивних систем стали керівним матеріалом у процесі інформатизації багатьох країн.
Професор Кривошеєв брав активну участь в розробці першого частотного плану для телевізійного мовлення в СРСР, який потім був включений до Стокгольмського Плану 1952 року.

## Нагороди
- Державна премія СРСР (1981)
- Державна премія Російської Федерації
- Премія ТЕФІ (2002, єдиному інженерові за всю її історію)
- Почесна грамота від Президента Росії (2002, на честь 80-річчя)
- Орден Трудового Червоного Прапора (1974)
- Орден Дружби (1999)
- Орден «За заслуги перед Вітчизною» I ступеню (2006)
- Національний орден Франції «За заслуги»
- Золотий орден Польщі «За заслуги»
- Заслужений діяч науки і техніки РРФСР
- Заслужений винахідник РРФСР
- Нагорода Всесвітнього інформаційного товариства Міжнародного союзу електрозв'язку (2007)
- Нагороди та почесні звання Австралії, Великої Британії, Італії, Іспанії, Німеччини, США, України, Швейцарії, Японії та інших країн.